# Thelypteris muenchii
Thelypteris muenchii är en kärrbräkenväxtart som beskrevs av Alan Reid Smith. Thelypteris muenchii ingår i släktet Thelypteris och familjen Thelypteridaceae. Inga underarter finns listade.